# Ikausu

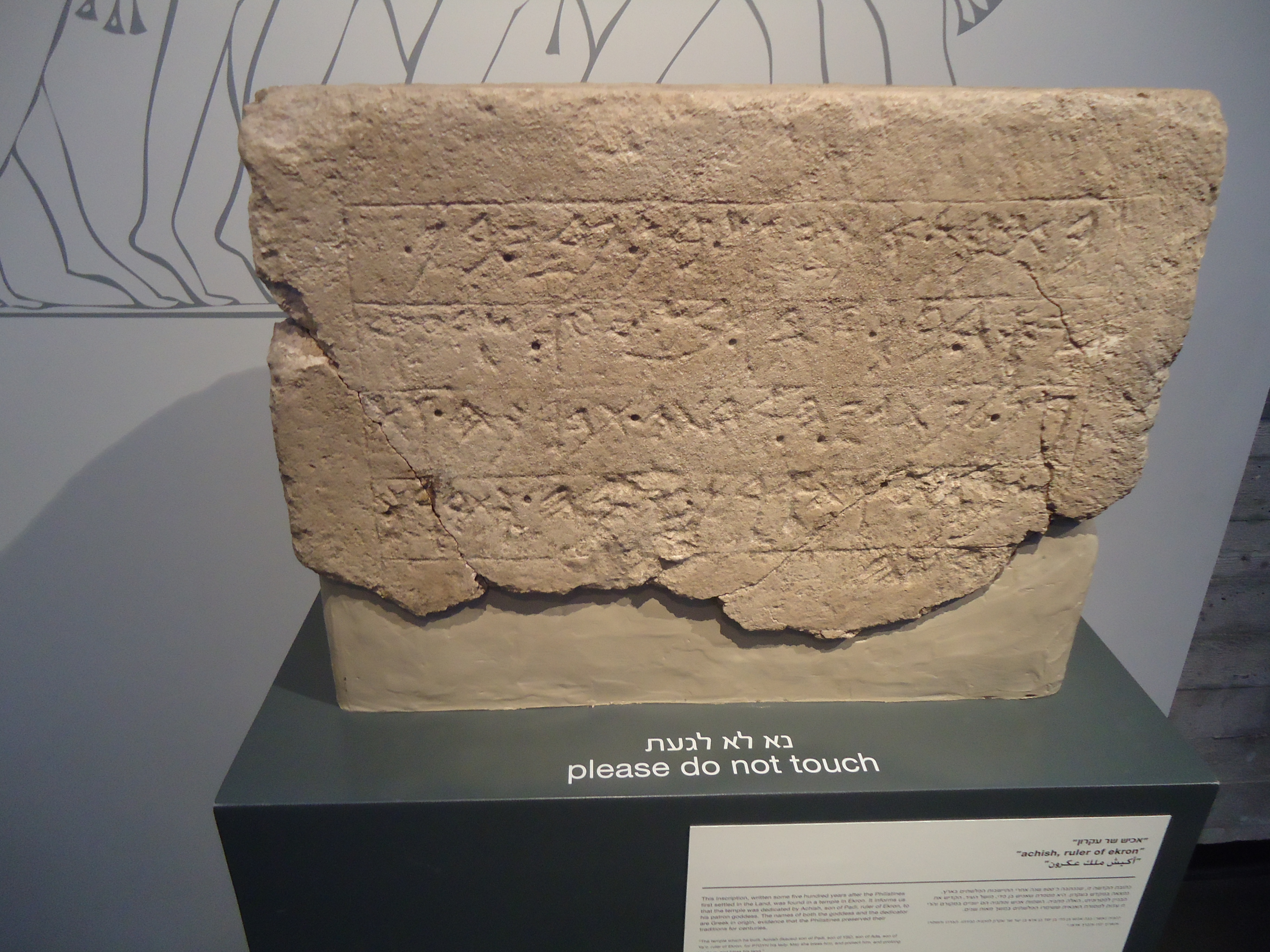
Ekroninscriptie (Israel Museum, Jeruzalem).

Ikausu of Achis (Filistijns:  ʾkyš) was stadsvorst over de Filistijnse stadstaat Ekron in de zevende eeuw v. Chr.
Hij was een zoon van Padi en stamde uit een geslacht van vorsten over Ekron. Onder Ikausu maakte Ekron een belangrijke economische groei door. De stad werd de grootste olijfolieproducent die tot nu toe uit de oudheid bekend is. Daarnaast exporteerde Ekron wol. Ikausu zelf verrijkte de stad met een grote tempel, die hij blijkens de door hem opgestelde Ekroninscriptie wijdde aan de godin van de stad, mogelijk Asherah.
In Assyrische bronnen wordt Ikausu vermeld als trouw vazal van de Assyrische koningen. Hij wordt genoemd onder de koningen die werklieden en bouwmaterialen leverden voor bouwprojecten in Ninive (679 of 677) en voor Kar-Essarhaddon in Fenicië (678). In 667 vergezelde Ikausu, samen met de stadsvorsten van Ashdod, Ashkelon en Gaza de Assyrische koning Assurbanipal op zijn veldtocht tegen Egypte.

## Naam
De schrijfwijze van de naam Ikausu is overgenomen uit Assyrische bronnen. In het Filistijns gebruikte men in deze periode het Fenicisch alfabet, dat uitsluitend medeklinkers kent. De naam van de koning kan daarom ook gelezen worden als Achis, een Filistijnse naam die voorkomt in de Hebreeuwse Bijbel en op Syrische inscripties.
De naam ʾkyš is vermoedelijk van Indo-Europese herkomst en wordt wel in verband gebracht met het Griekse Ἀχαιός 'Achaier, Griek'.